# دلفين قاروري الخطم
الدلفين قاروري الخطم أو لجَّاد (الاسم العلمي: Lagenorhynchus) هو جنس من الحيتانيات يتبع فصيلة الدلافين المحيطية من رتبة مزدوجات الأصابع.

## أنواع الدلفين قاروري الخطم
- دلفين أبيض المنقار
- دلفين أطلسي أبيض الجنب
- دلفين باسيفيكي أبيض الجنب
- دلفين داكن
- دلفين بيل
- دلفين الساعة الرملية
- †دلفين هارماتوكي